# Gao Bo
 (septembre 2021).
La mise en forme du texte ne suit pas les recommandations de Wikipédia : il faut le « wikifier ».
Les points d'amélioration suivants sont les cas les plus fréquents. Le détail des points à revoir est peut-être précisé sur la page de discussion.
- Les titres sont pré-formatés par le logiciel. Ils ne sont ni en capitales, ni en gras.
- Le texte ne doit pas être écrit en capitales (les noms de famille non plus), ni en gras, ni en italique, ni en « petit »…
- Le gras n'est utilisé que pour surligner le titre de l'article dans l'introduction, une seule fois.
- L'italique est rarement utilisé : mots en langue étrangère, titres d'œuvres, noms de bateaux, etc.
- Les citations ne sont pas en italique mais en corps de texte normal. Elles sont entourées par des guillemets français : « et ».
- Les listes à puces sont à éviter, des paragraphes rédigés étant largement préférés. Les tableaux sont à réserver à la présentation de données structurées (résultats, etc.).
- Les appels de note de bas de page (petits chiffres en exposant, introduits par l'outil «  Source ») sont à placer entre la fin de phrase et le point final[comme ça].
- Les liens internes (vers d'autres articles de Wikipédia) sont à choisir avec parcimonie. Créez des liens vers des articles approfondissant le sujet. Les termes génériques sans rapport avec le sujet sont à éviter, ainsi que les répétitions de liens vers un même terme.
- Les liens externes sont à placer uniquement dans une section « Liens externes », à la fin de l'article. Ces liens sont à choisir avec parcimonie suivant les règles définies. Si un lien sert de source à l'article, son insertion dans le texte est à faire par les notes de bas de page.
- La présentation des références doit suivre les conventions bibliographiques. Il est recommandé d'utiliser les modèles {{Ouvrage}}, {{Chapitre}}, {{Article}}, {{Lien web}} et/ou {{Bibliographie}}. Le mode d'édition visuel peut mettre en forme automatiquement les références.
- Insérer une infobox (cadre d'informations à droite) n'est pas obligatoire pour parachever la mise en page.

Pour une aide détaillée, merci de consulter Aide:Wikification.
Si vous pensez que ces points ont été résolus, vous pouvez retirer ce bandeau et améliorer la mise en forme d'un autre article.
Gao Bo (高波), né en 1964 en Chine, vit et travaille entre Pékin, Paris et Vernon. Diplômé de l’Académie d’Arts et de Design de l’université Tsinghua à Pékin, il commence sa carrière dans la photographie. Il s’est ensuite affranchi des limites du médium photographique pour créer des installations et performances. Il a notamment exposé aux Rencontres d’Arles (2003), au musée Rockbund à Shanghai (2011) ou encore à la Maison européenne de la photographie à Paris (2017). Il a été artiste professeur invité au Centre de l’image de Lima, au Pérou (2014-2016) et au Fresnoy-Studio national des arts contemporains, à Tourcoing (2017-2018). 

## Formation
En 1983, il est diplômé du collège des beaux-arts rattaché à l'institut des beaux-arts du Sichuan, Chongqing, Chine. 
En 1987, il est diplômé de l'Institut des beaux-arts de l'Université Tsinghua à Pékin, en Chine. 

## Sitographie
- Gao Bo, d'un métier l'autre entre Paris et Pékin, Le Monde, 02 mai 2003 : https://www.lemonde.fr/archives/article/2003/05/02/gao-bo-d-un-metier-l-autre-entre-paris-et-pekin_318778_1819218.html
- Gao Bo raconte la frénésie chinoise à Arles, Le Monde, 04 juillet 2003 : https://www.lemonde.fr/archives/article/2003/07/04/gao-bo-raconte-la-frenesie-chinoise-a-arles_326575_1819218.html
- Les captivantes offrandes de Gao Bo à la MEP, Agathe Lautréamont, Beaux Arts magazine, 7 février 2017 : https://www.beauxarts.com/expos/les-captivantes-offrandes-de-gao-bo-a-la-mep/
- Les "offrandes" du photographe chinois Gao Bo exposées à Paris, l'Express, 08 février 2017 : https://www.lexpress.fr/actualites/1/culture/les-offrandes-du-photographe-chinois-gao-bo-exposees-a-paris_1877346.html
- Rétrospective de l’artiste chinois Gao Bo à la Maison européenne de la Photographie, Caroline Dubois, Connaissance des Arts, 8 février 2017 : https://www.connaissancedesarts.com/arts-expositions/photographie/retrospective-de-lartiste-chinois-gao-bo-a-la-maison-europeenne-de-la-photographie-1162650/
- Deux surprenantes expositions parisiennes pour le photographe chinois Gao Bo, Sophie De Santis, Le Figaro, 08 février 2017 : https://www.lefigaro.fr/arts-expositions/2017/02/08/03015-20170208ARTFIG00189-deux-surprenantes-expositions-parisiennes-pour-le-photographe-chinois-gao-bo.php
- Les "offrandes" du photographe chinois Gao Bo exposées à Paris, Le Point, 08 février 2017 : https://www.lepoint.fr/culture/les-offrandes-du-photographe-chinois-gao-bo-exposees-a-paris-08-02-2017-2103355_3.php
- Le Tibet dans l'objectif du photographe Gao Bo, Richard Bonnet, ARTE, 10 février 2017 : https://info.arte.tv/fr/le-tibet-sous-loeil-du-photographe-gao-bo GAO BO ARTE un Journal de Richard Bonnet : https://www.youtube.com/watch?v=T_uWC97yma8
- Les photos effacées et brûlées de Gao Bo, Marie-Anne Kleiber, Le journal du dimanche, 12 février 2017 : https://www.lejdd.fr/Culture/Expo/Les-photos-effacees-et-brulees-de-Gao-Bo-846734
- Expo photo : "Offrandes" de Gao Bo, du Tibet à Pékin, Léo de Boisgisson, Asialyst, 13 février 2017 : https://asialyst.com/fr/2017/02/13/expo-photo-offrandes-gao-bo-tibet-pekin/
- GAO BO À LA MEP: LA PHOTOGRAPHIE COMME MATÉRIAU, Laure Etienne, Polka Magazine, 15 février 2017 : https://www.polkamagazine.com/gao-bo-a-la-mep-la-photographie-comme-materiau/
- Gao Bo, Guibert, le désert et Her en live,16 février 2017, Laurent Goumarre, France Inter : https://www.franceinter.fr/emissions/le-nouveau-rendez-vous/le-nouveau-rendez-vous-16-fevrier-2017
- LES OFFRANDES DE GAO BO, Nadia Trujillo, Le Monde de la Photo, 18 février 2017 : https://www.lemondedelaphoto.com/Les-offrandes-de-Gao-Bo,13343.html
- Gao Bo: "L'art est une blessure", 19 février 2017, Brigitte Patient, France Inter : https://www.franceinter.fr/emissions/regardez-voir/regardez-voir-19-fevrier-2017
- Gao Bo, un photographe chinois hanté par ses démons, 20 février 2017, Frédérique Chapuis, Telerama : https://www.telerama.fr/sortir/gao-bo-un-photographe-chinois-hante-par-ses-demons,154197.php
- Permanence et impermanence du rituel chez Gao Bo, 9 lives magazine, 23 février 2017 : https://www.9lives-magazine.com/9679/2017/02/23/permanence-impermanence-rituel-chez-gao-bo/
- Le ferite del Tibet, Christian Caujolle, Internazionale, 24 février 2017 : http://www.gaoboarts.com/wp-content/uploads/2018/03/Internazionale1193_GAOBO_.pdf
- Gao Bo, artiste au sang chaud, Claire Guillot, Le Monde, 27 février 2017 : https://www.lemonde.fr/arts/article/2017/02/27/gao-bo-artiste-au-sang-chaud_5086083_1655012.html
- Gao Bo et son passé, Christine Coste, Le Journal des Arts, 28 février 2017 : https://www.lejournaldesarts.fr/expositions/gao-bo-et-son-passe-131851
- Gao Bo, la part d’ombre chinoise, Roxana Azimi, Le Monde, 02 mars 2017 : https://www.lemonde.fr/culture/article/2017/03/02/gao-bo-la-part-d-ombre-chinoise_5088239_3246.html
- Gao Bo, les offrandes aux disparus, Radio Classique, 10 mars 2017 https://www.radioclassique.fr/magazine/articles/gao-bo-offrandes-aux-disparus/
- Gao Bo : l’art de la disparition pour déjouer la mort, Magali Jauffret, l'Humanité, 14 mars 2017 : https://www.humanite.fr/gao-bo-lart-de-la-disparition-pour-dejouer-la-mort-633322#:~:text=%C2%AB%20Les%20offrandes%20%C2%BB%2C%20l',con%C3%A7ues%20entre%201985%20et%201995.
- Entretien : Gao Bo, Photography of China, 22 mars 2017 : https://photographyofchina.com/blog/interview-gao-bo
- Les tragédies trop spectaculaires de Gao Bo, lunettes rouges, 30 mars 2017 : https://www.lemonde.fr/blog/lunettesrouges/2017/03/30/les-tragedies-trop-spectaculaires-de-gao-bo/
- L’œuvre phénix de Gao Bo, Marie-Laure Desjardins, Artshebdomédias, 7 avril 2017 : https://www.artshebdomedias.com/article/loeuvre-phenix-de-gao-bo/
- Exposition «GAO BO高波|谨献 Les OFFRANDES» à la Maison Européenne de la Photographie, Paris, 9 avril 2017 : https://www.mep-fr.org/event/gao-bo/
- Gao Bo, l'ombre chinoise, Entrée libre, France 5, 2017 : https://www.youtube.com/watch?v=NcFUTad7ydU
- Les Offrandes de Gao Bo, Jean-Luc Monterosso, L’Œil de la Photographie : https://loeildelaphotographie.com/fr/gao-bo-tibet-1985-1995-offrandes/
- Gao Bo vu par Alain Fleischer, article de la Cité internationale des Arts, Paris, France, 2018 : https://www.citedesartsparis.net/fr/rencontre-et-projection-gao-bo-vu-par-alain-fleischer
- Biographie Gao Bo, CENTQUATRE-PARIS, juillet 2019 : https://www.104.fr/artiste/gao-bo-biographie.html
- GAO BO |ARTISTE PLASTICIEN, VernonDirect, 27 août 2019 : https://www.vernon-direct.fr/gao-bo-artiste-plasticien/
- Exposition « Déclaration laostiste », article de la Cité internationale des Arts, Paris, France, 2020 : https://www.citedesartsparis.net/fr/hlm-gao-bo-declaration-laotiste
- Gao Bo, un artiste entre Pékin et Vernon, Béatrice Cherry-Pellat, Le Démocrate Vernonnais, 2 Janvier 2020 : https://actu.fr/normandie/vernon_27681/gao-bo-artiste-entre-pekin-vernon_30511161.html
- À Vernon, l’art s’invite dans l’ancien café du quartier de Vernonnet et dans une ancienne cidrerie, Sortir en Normandie, 18 décembre 2020 : https://www.paris-normandie.fr/id149576/article/2020-12-18/vernon-lart-sinvite-dans-lancien-cafe-du-quartier-de-vernonnet-et-dans-une
- Entretien avec la Cité internationale des Arts, Paris : https://www.citedesartsparis.net/fr/gao-bo- Gao Bo, le Fresnoy : https://www.lefresnoy.net/fr/ecole/artistes-professeurs-invites/gao-bo

## Expositions personnelles
- 2020 « Déclaration laostiste » au 104, Paris, France
- 2019 «I.M.PEI ESSENCES-un livre pour Mr. PEI par Gao Bo», Mai 2019,  Espace Élégant, Pékin, Chine
- 2018 «Du Fresnoy à La Cité des Arts-une Saison avec Gao Bo», Octobre 2018 à La Cité internationale des arts, Paris, France
- 2017 «GAO BO高波|谨献 Les OFFRANDES» à la Maison européenne de photographie, Paris[1]
- 2015-2016 «THE GREAT DARKNESS: from GAO BO to GB». Photographie, vidéo et installation, 17 décembre 2015 – 28 février 2016, Tokyo Gallery +BTAP, Pékin, Chine
- 2014 «LAOSTIST’S ELEGY», Biennale de la Photographie de Daegu, Corée du Sud
- 2011 «ETERNITY OF BEING LOST» Live-Art Work #1, Rockbund Art Museum, Shanghai, Chine
- 2004 «EXPOSITION DE PHOTOGRAPHIES DE GAO BO», Centre Culturel de Bergerac, France
- 2003 «DUALITÉ No.II – LA FIGURE MEURT II» Rencontres d’Arles 2003, Festival international de la photographie, Arles, France «EXPOSITION DE PHOTOGRAPHIES DE GAO BO», Galerie VU, Paris, France

- 2001 «DUALITÉ No.I», Fotonoviembre, VI  Bienal Internacional de Fotografía de Tenerife, Espagne
- 1995-2000 «GAO BO PHOTO TIBET 1993-1995», Galerie Photo FNAC, France, Allemagne, Belgique, Espagne, Brésil, Taipei... 15 expositions dans les galeries de FNAC
- 1989 «LE PRINTEMPS DE PÉKIN», VISA pour Perpignan, Festival international de photojournalisme de Perpignan, France

## Expositions de groupe
- 2019 « Humans », Institut Bernard Magrez, Bordeaux, France
- 2019 « Etranger résident - collection Marin Karmitz », BIENALSUR 2019, Centre d’art contemporain de l’Hôtel des Immigrants, Buenos Aires, Argentine
- 2019 « 180 Years of Photography in China », MoCA Yinchuan, Chine
- 2019 « Decentralism in the Center - Video art of 6 Chinese artists », National Taiwan University of Arts, Taiwan
- 2018 “Radical Fluidity.Grotesque in Art”, the MISP Museum of St. Petersburg, Russie
- 2018 “INTERLOCAL-Contemporary Art”,DCKD RheinPark. Duisburg, Allemagne
- 2018 “PANORAMA 20”, Le FRESNOY Studio National des Arts Contemporains. Tourcoing, France
- 2018 “Practice and Exchange: An Exhibition of Chinese Contemporary Art”, Ullens Centre pour l’art Contemporain. Beijing, China
- 2017-2018 «Étranger resident-la collection Marin Karmitz », La Maison Rouge, Foundation Antoine de Galbert, Paris France
- 2017 «2017 PROYECTA: Imaginando Otros Posibles», à la “Plaza Mayor” de Madrid, Espagne
- 2016 «INFINITE COMPASSION: Avalokiteshvara in Asian Art», Staten Island Museum, New York, Etats-Unis
- 2015 «PREMIÈRE EXPOSITION D’ART CONTEMPORAIN DE XI’AN», Musée d’art de Xi’an, Chine «LA PHOTOGRAPHIE CHINOISE DU XXE SIÈCLE ET AU-DELÀ», Centre d’art photographique des Three Shadows, Pékin, Chine

- 2014 «COLLECTION DE PHOTOGRAPHIES», Musée d’art de He Xiangning, Chine
- 2013 «PHOTOGRAPHIE CHINOISE CONTEMPORAINE», Première Biennale de photographie de Pékin, Chine
- 2008 «DUALITY No. I, NEW PHOTO 1994-1998», Fotofest Houston, Texas, Etats-Unis
- 2007 «DUALITY No.I ET No.II, PROJECTION» PHOTOESPAÑA 2007, Museo Nacional Centro de Arte Reina Sofía, Madrid, Espagne
- 2004 «LES RANGS DE PÈLERINS», Exposition internationale de photographie, Cité interdite, Pékin, Chine
- 2000 «DUALITY No.I», Big Torino 2000, Turin, Italie «DUALITY No.II», Pavillon des besoins minimums, Exposition universelle Hanovre 2000, Allemagne

- 1998 «DUALITY No.I», Under/Exposed, Stockholm, Suède
- 1997 «ART CONTEMPORAIN CHINOIS 1997», Watari-Um, Musée d’art contemporain, Tokyo, Japon
- 1989 «LE PRINTEMPS DE PÉKIN», Rencontres d’Arles 1989, Festival international de la photographie, Arles, France  «LE PRINTEMPS DE PÉKIN», Musée de l’Élysée-Lausanne, Suisse

## Prix et distinctions
- 1986 Concours national de photographie, Chine, 1er prix : Hasselblad Camera
- 1989 Première édition de VISA pour Perpignan, Festival international de photo-journalisme de Perpignan, France, 1er prix : L’ŒIL D’OR
- 1998 «I. M. PEI Essences», UNESCO-Kommission Prize, Concours du plus beau livre du monde, Allemagne
- 1999 «I. M. PEI Essences», album commémoratif,IXe Exposition des beaux-arts de Chine, 2er prix: Médaille d’Argent
- 2017 «Gao Bo Vol.1-4», paraît à l’occasion de L’exposition GAO BO高波|谨献 Les OFFRANDES à la Maison européenne de la photographie, le Prix du livre de la photographie originale de Chine 2016.
- 2019 Chevalier de l’Ordre des Arts et des Lettres, France

## Collection
Les œuvres de Gao Bo font partie des collections permanentes de nombreux musées, instituts et collectionneurs privés, notamment le Fukuoka Contemporary Art Museum au Japon; la Maison Européenne de la Photographie à Paris; Musée de Elysée à Lausanne, Suisse; La Samaritaines LVMH de Paris et Alexander Tutsek-Stiftung fondation à Munich, Allemagne.

## Master Classes
2014 - 2016 Professeur invité au Master Latinoamericano de Fotografía Contemporánea, Centro de la Imagen, Lima, Pérou
2017 - 2018 Professeur invité au FRESNOY Studio National des Arts Contemporains, Tourcoing, France 
2018 Workshop au Centre d’art CASA à Oaxaca, Mexique

## Associations artistiques
2003-2008 Fondateur et Président de l’association française Héritage Patrimoine de Chine (China Heritage Society)
Depuis 2020 Fondateur et Président de l’association française Le Pavillon International des Arts